# Luk (biljni rod)
Luk (lat. Allium), mnogobrojni biljni rod višegodišnjih zeljastih biljaka iz porodice zvanikovki (Amaryllidaceae) raširena u područjima s umjerenom klimom. Jedini je predstavnik potporodice Allioideae. Najvažnija vrsta u prehrani je crveni luk A. cepa, podrijetlom iz zapadne Azije, nadalje bijeli luk ili češnjak (A. sativum),  luk vlasac (A. schoenoprasum), zimski luk (A. fistulosum), a poriluk i biser-luk su ista vrsta (A. ampeloprasum, sinonim mu je A. porrum), koji su svojemvremeno smatrani različitim vrstama. Poriluk je kao (Allium porrum) smatrana posebnom vrstom, a pod imenom Allium ampeloprasum subsp. porrum (L.) Hayek, smatran podvrstom.
Rodu pripada preko 900 priznatih vrsta, od kojih su neke ugrožene ili kritično ugrožene: A.baytopiorum (kritično), A. corsicum (kritično), A. czelghauricum (kritično), A. pervestitum, A. pseudoalbidum i A. struzlianum.
Svojstvo lukovima je podzemna lukovica zaštićena ovojnim listovima kako bi se spriječio gubitak vode.
Rod Allium nekad je bio klasificiran vlastitoj porodici Alliaceae (lukovke) koja se danas vodi kao potporodica Allioideae.

## Vrste
Vidi Popis vrsta roda Allium

## Galerija
- luk vlasac, Allium schoenoprasum
- češnjak, Allium sativum
- poriluk, Allium ampeloprasum (sinonim: A. porrum)